# Diệp Hách lão nữ
Diệp Hách lão nữ (chữ Hán: 叶赫老女, 1583 – 1616), Na Lạp thị, là con gái của Bối lặc bộ tộc Diệp Hách, dân tộc Nữ Chân. Vì bà được gả chồng khi đã 33 tuổi, cái tuổi mà phụ nữ đương thời có thể trở thành bà nội/ngoại, nên được gọi là Lão nữ (gái già).
Thanh Thái Tổ Nỗ Nhĩ Cáp Xích xem việc bị Diệp Hách bộ hủy bỏ hôn ước với bà là mối hận thứ 4 trong Thất đại hận.

## Cuộc đời
Chính sử không ghi chép tên thật của bà. Những cái tên được gán cho bà như Bố Hỷ Á Mã Lạp (布喜娅玛拉) đến từ tiểu thuyết ngôn tình Độc bộ thiên hạ của tác giả Lý Hâm; Đông Ca (东哥) đến từ bộ phim truyền hình Thái Tổ bí sử của đạo diễn Vưu Tiểu Cương. Bà là con gái Bối lặc Bố Trại, em gái Bối lặc Bố Dương Cổ.
Năm lên 9 (1591), bà được hứa gả cho Cáp Đạt bộ Bối lặc Ngạt Thương (con trai Hỗ Nhĩ Can). Trên đường đón dâu, Ngạt Thương trúng mai phục của Diệp Hách bộ và Mạnh Cách Bố Lộc (em trai Hỗ Nhĩ Can) mà chết, Mạnh Cách Bố Lộc thay làm Cáp Đạt bối lặc. Sau đó, Diệp Hách bộ lại hứa gả bà cho Bố Chiếm Thái, con trai Ô Lạp bộ Bối lặc Mãn Thái, dụ dỗ ông ta tham gia liên minh 9 bộ lạc tấn công Kiến Châu Nữ Chân (1593), nhưng liên minh thất bại, Bố Trại bị giết, Bố Chiếm Thái bị bắt sống (3 năm sau được tha về và trở thành Ô Lạp bối lặc).
Nhằm tránh họa diệt vong, Bố Dương Cổ hứa gả bà cho Nỗ Nhĩ Cáp Xích. Vì thù giết cha, bà kiên quyết phản đối, Bố Dương Cổ bèn hủy bỏ hôn ước, tuyên bố khắp nơi, lấy việc "giết Nỗ Nhĩ Cáp Xích" làm điều kiện cầu hôn. Mạnh Cách Bố Lộc lập tức ghi danh, tháng 5 năm Vạn Lịch thứ 27 (1599) tuyên chiến với Kiến Châu Nữ Chân, tháng 9 thua trận, buộc phải đầu hàng.
Năm thứ 35 (1607), Huy Phát bộ Bối lặc Bái Âm Đạt Lý hủy bỏ hôn ước với con gái của Nỗ Nhĩ Cáp Xích, đính hôn với bà. Tháng 9 cùng năm, quân Kiến Châu Nữ Chân tiêu diệt Huy Phát. Năm thứ 40 (1612), Bố Chiếm Thái phục kích cha vợ là Thư Nhĩ Cáp Tề (em trai Nỗ Nhĩ Cáp Xích) và bọn Trử Anh, Đại Thiện thất bại, lại sỉ nhục vợ là Nga Ân Triết (con gái Thư Nhĩ Cáp Tề), Nỗ Nhĩ Cáp Xích kết luận ông ta vẫn còn muốn lấy con gái Diệp Hách làm vợ, phát binh tấn công Ô Lạp. Tháng giêng năm sau (1613), Kiến Châu Nữ Chân tiêu diệt Ô Lạp, Bố Chiếm Thái trốn sang Diệp Hách.
Năm thứ 43 (1615), con trai của thủ lĩnh Mông Cổ Noãn Thỏ bộ là Cát Tái ngỏ lời cầu hôn bà với Bố Dương Cổ. Bà từ chối, Cát Tái dọa tấn công Diệp Hách. Trong lúc này, con trai của thủ lĩnh Mông Cổ tộc Khách Nhĩ Khách bộ Đạt Nhĩ Hãn kỳ là Mãng Cổ Nhĩ Đại cầu hôn, bà nhận lời. Trước sau, bà được hứa gả cho 7 người, đến năm 33 tuổi mới xuất giá, năm sau thì mất (1616). Diệp Hách lúc này vẫn được nhà Minh ủng hộ, Nỗ Nhĩ Cáp Xích tuy căm giận, nhưng không dám lập tức tấn công.